# Pioneer 3
Pioneer 3 är en rymdsond som är del av Pioneerprogrammet. Den sköts upp den 6 december 1958. Tanken var att sonden skulle ta sig ut ur omloppsbanan runt jorden och färdas till månen, där huvuduppgifterna bestod i att mäta och undersöka joniserande strålning, kosmisk strålning, mikrometeoriter och magnetfält och jordens Van Allen bälte.
Ett förmodat beräkningsfel orsakade dock att bränslet tog slut 3,7 sekunder för tidigt och ekipaget uppnådde aldrig den hastighet som krävs för att övervinna jordens gravitation. Efter att ha nått en maxhöjd på 102 360 km återinträdde sonden i jordens atmosfär 38 timmar efter avlyft.

### Fotnoter
1. ↑  ”NASA Space Science Data Coordinated Archive” (på engelska). NASA. https://nssdc.gsfc.nasa.gov/nmc/spacecraft/display.action?id=1958-008A. Läst 26 mars 2020.